# Балаян, Роман Гургенович
Рома́н Гурге́нович Балая́н (арм. Ռոման Գուրգենի Բալայան, укр. Роман Гургенович Балаян; род. 15 апреля 1941 Нижний Оратаг, НКАО, Азербайджанская ССР) — советский и украинский кинорежиссёр, сценарист и продюсер. Народный артист Украины (1997), лауреат Государственной премии СССР (1987) и Государственной премии Украины имени Александра Довженко (2024).

## Биография
Родился 15 апреля 1941 года в селе Нижний Оратаг Мардакертского района Нагорно-Карабахской автономной области Азербайджанской ССР. В раннем детстве потерял отца, пропавшего без вести на фронтах Великой Отечественной войны. В 1959—1961 годах был актёром Степанакертского армянского драматического театра. В 1961—1964 годах учился на режиссёрском факультете Ереванского театрального института, потом перевёлся на режиссёрский факультет Киевского государственного института театрального искусства имени И. Карпенко-Карого, который окончил в 1969 году. За время обучения снял несколько короткометражных фильмов.
Полнометражным режиссёрским дебютом стал снятый в 1973 году «Эффект Ромашкина». В 1982 году снял фильм «Полёты во сне и наяву», который посмотрели шесть с половиной миллионов зрителей, и впоследствии отмеченный Государственной премией СССР. Известность Роману Балаяну принесли также телеверсии спектаклей Московского театра «Современник» «Кто боится Вирджинии Вульф?» (1992), «Анфиса» (1993) и др.

## Фильмография

### Режиссёр
- 1969 — Дезертир (короткометражный)
- 1969 — Вербное воскресенье (короткометражный)
- 1969 — Злодей (другое название - Вор) (короткометражный, дипломный фильм)
- 1970 — Анатолий Петрицкий (короткометражный)
- 1973 — Эффект Ромашкина
- 1975 — Каштанка
- 1977 — Бирюк
- 1982 — Полёты во сне и наяву
- 1983 — Поцелуй
- 1986 — Храни меня, мой талисман
- 1987 — Филёр
- 1989 — Леди Макбет Мценского уезда
- 1992 — Кто боится Вирджинии Вульф? (телеспектакль — телеверсия спектакля Валерия Фокина по пьесе Эдварда Олби в театре «Современник»)
- 1993 — Анфиса (телеспектакль — телеверсия спектакля Галины Волчек по пьесе Леонида Андреева в театре «Современник»)
- 1995 — Первая любовь
- 1998 — Две луны, три солнца
- 2003 — Ночь светла
- 2008 — Райские птицы
- 2020 — Мы есть. Мы рядом

### Сценарист
- 1977 — Бирюк
- 1983 — Поцелуй
- 1989 — Леди Макбет Мценского уезда
- 1995 — Первая любовь

### Продюсер
- 2006 — Театр Обречённых

## Награды и звания
- Орден князя Ярослава Мудрого V степени (21 августа 2020 года) — за значительный личный вклад в государственное строительство, социально-экономическое, научно-техническое, культурно-образовательное развитие Украины, весомые трудовые достижения и высокий профессионализм[5].
- Орден «За заслуги» I степени (25 июня 2016 года) — за значительный личный вклад в государственное строительство, социально-экономическое, научно-техническое, культурно-образовательное развитие Украины, весомые трудовые достижения и высокий профессионализм[6]
- Орден «За заслуги» II степени (10 сентября 2008 года) — за значительный личный вклад в развитие национального киноискусства, весомые достижения в профессиональной деятельности, многолетний плодотворный труд и по случаю Дня украинского кино[7][8].
- Орден «За заслуги» III степени (19 апреля 2001 года) — за весомые достижения в профессиональной деятельности, многолетнюю плодотворный труд[9].
- Медаль Мовсеса Хоренаци (24 января 2022 года, Армения) — за значительный вклад в развитие кинематографии, многолетнюю плодотворную деятельность[10].
- Народный артист Украины (4 декабря 1997 года) — за личный вклад в развитие украинской культуры и искусства, весомые творческие достижения[2].
- Государственная премия Украины имени Александра Довженко (4 сентября 2024 года) — за выдающийся вклад в развитие украинского киноискусства[11].
- Государственная премия СССР (1987 год)
- «Параджановский талер» — премия имени Параджанова «за достижения в кинематографе» (2011 год, Ереванский кинофестиваль «Золотой абрикос»)
- Специальный приз кинопремии «Айак» (2014 год)[12].
- Премия Армянской церкви «Да будет свет», врученная на XIII международном кинофестивале «Золотой абрикос» (2016 год)[13]

## Цитаты
- (Из интервью 2011 г.:) "...Лично я, как кинематографист, вместе с распадом СССР потерял масштаб — в культурологическом смысле. Сейчас каждый за себя, что-то сузилось. Но есть и нечто общее между сегодняшним временем и восьмидесятыми годами. Это отсутствие героизма в общегосударственном понимании. В жизни, а значит, и на экране нет реального героя, страдальца за “правое дело”. Такого, чтобы хотелось ему подражать."[14].